# Янко, Юрий Владимирович
Юрий Владимирович Янко (укр. Янко Юрій Володимирович; род. 16 октября 1961, Манченки) — украинский дирижёр, директор Харьковской областной филармонии, заслуженный деятель искусств Украины, народный артист Украины (2021), профессор (2023).

## Биография
Среднее образование получил в Харьковской средней специальной музыкальной школе в 1980 году. В 1985 году окончил Харьковский институт искусств им. И. Котляревского, в 1991 году — Киевскую консерваторию по специальности — дирижёр. Директор Харьковской областной филармонии. Коллектив: Академический симфонический оркестр Харьковской областной филармонии, дирижёр.
С 2004 года — старший преподаватель кафедры хорового дирижирования, 2007 — доцент, а с декабря 2023 года — профессор кафедры оркестровых духовых инструментов и оперно-симфонического дирижирования Харьковского университета искусств.

## Оценка творчества
Для творчества Юрия Янко характерны исполнительская культура, знание музыкальных стилей и национальных школ. Чёткий и ясный жест, эмоциональность, артистизм, требовательность в работе с оркестром.

## Политическая деятельность
27 сентября 2010 года вступил в Партию регионов. Депутат Харьковского областного совета.

## Звание и награды
- Заслуженный деятель искусств Украины (2004)
- Орден За заслуги 3 степени (2009)
- Почётный гражданин Харьковской области (2020)[3].
- Народный артист Украины (28 июня 2021 года)[4]